# Pattharkot
Pattharkot (en népalais : पत्थरकोट) est un comité de développement villageois du Népal situé dans le district de Sarlahi. Au recensement de 2011, il comptait 7 431 habitants.